# أنتونينياس (عملة)
أنتونينياس، هي عملة معدنية كانت مستعملة في عهد الامبراطورية الرومانية، يُعتقد أن قيمتها تبلغ 2 ديناري. كانت في البداية تُسك من الفضة، ولكن إنخفضت قيمة العملة تدريجياً إلى البرونزية. تم البدأ بسك العملة والعمل بها في عهد الإمبراطور الروماني كاراكلا في أوائل عام 215 ميلادي، وكانت العملة من الفضة ومشابهة للديناري إلا أنها كانت أكبر قليلا وتتضمن صورة الإمبراطور يرتدي التاج المشع, يُشار إلى أنه تم تقدير قيمتها بنحو الضعف.
في 271 زاد أوريليان من متوسط قوة العملة، وقد تم تنفيذ ذلك لفترة وجيزة، وكان هذا أيضاً عندما تم وضع علامة "XXI" الغامضة اتسمت أولا في خلف العملة، المعنى الحقيقي لهذه المجموعة من الأرقام لا تزال موضع جدل، ولكن يعتقد أنها تمثل نسبة 01/20 فضة أي بمعدل (4.76٪ فضة).

## إنخفاض العملة
بحلول أواخر القرن الثالث كانت القطع النقدية مصنوعة بالكامل من البرونز تقريبا من خلال صهر العملات القديمة مثل:(السسترس وهي عملة رومانية قديمة فضية صغيرة، كانت تصدر أثناء الجمهورية الرومانية في مناسبات نادرة).

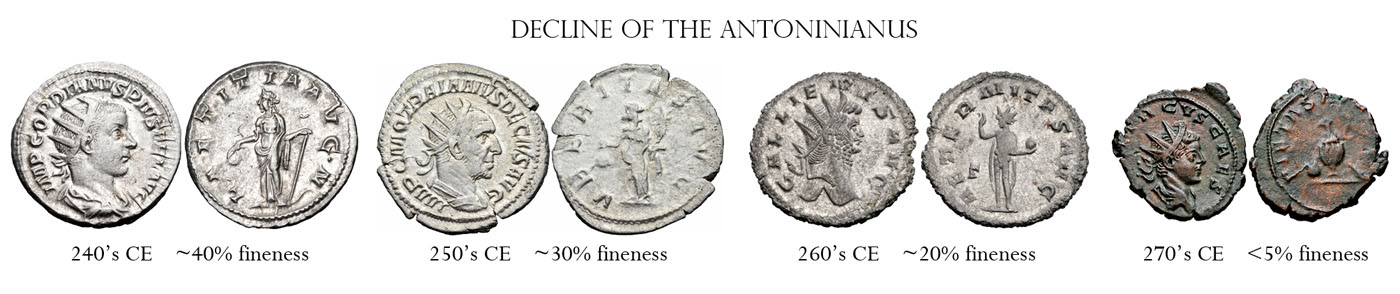
(من اليسار) توضح الصورة الانخفاض السريع في نقاء الفضة.

اليوم معظم هذه القطع النقدية المعدنية هي اكتشافات نادرة جدا، مع عدد قليل من العملات الأكثر نُدرة، مثل عملات:إميليانوس, وماركوس أوريليوس ماريوس, وكوايتس, وريجالينس على سبيل المثال لا الحصر).
كان الوضع لا يختلف عن التضخم المفرط الذي حصل في جمهورية فايمار في ألمانيا 1920 عندما تم طبع النقود الورقية بوفرة متهورة. توقف استخدام العملة في أواخر القرن الثالث أثناء محاولة سلسلة من الإصلاحات سك العملة لوقف الانخفاض من خلال إصدار أنواع جديدة.
القائمين بسك العملات الحديثة استخدامو هذا الاسم للعملة لأنه ليس من المعروف ماذا كانت تسمى في العصور القديمة. أعطيت هذا الاسم نسبة إلى وثيقة رومانية قديمة تسمى هيستوريا أوغستا (Historia Augusta) إشارة إلى العملات الفضية المسماة أنطونيوس في عدة مناسبات (عدة أباطرة رومان في أواخر وأوائل القرن 2 و 3 حملت هذا الاسم من بين أمور أخرى) . لأن عملة كاراكلا الفضية كانت مسألة جديدة، وأنه قد اتخذ أنطونيوس كجزء من اسمه الإمبراطوري، أجري ربط العملة بذلك، وعلى الرغم من أن الرابطة كاذبة بالتأكيد، فقد التصقت بالاسم.